# تفاعل الطفحة
تفاعلات الطفحة (المعروفة أيضًا باسم الأكزيما المنتشرة، والأكزيما المعممة ) هي أنواع من التهاب الجلد الحاد الذي يتطور بعد أيام أو أسابيع في أجزاء من الجلد بعيدة عن موقع الإلتهاب الأولي أو المُعدي. يمكن أن تكون موضعية أو معممة. يُعرف هذا أيضًا باسم «استجابة الأكزيما الذاتية»  ويجب أن يكون هناك مشكلة التهاب أو عدوى محددة في الجلد تؤدي إلى الإكزيما المعممة. غالبًا ما تكون الحطاطات الحمراء والبثور مصحوبة بحكة شديدة، ويمكن أيضًا أن تُرافق بالبثور والقشور وتكون دائمًا بعيدة عن الآفة الأولية. الآفة الأكثر شيوعًا هي طفح جلدي مع حويصلات مصحوبة بحكة على جانبي الأصابع والقدم كرد فعل للعدوى الفطرية على القدمين، قدم الرياضي . تم توثيق التهاب الجلد الركودي، والتهاب الجلد التماسي التحسسي، والأكزيما التماسية الحادة والتهاب الجلد المعدي كمحفزات محتملة، لكن السبب الدقيق والآلية غير مفهومة تمامًا. توجد عدة أنواع أخرى من تفاعلات الطفحة بما في ذلك الحمامي العقدية، الحمامي متعددة الأشكال، متلازمة سويت والشري .

## عرض

### المضاعفات
تفاعلات الطفحة التي تترك دون علاج قد تصاب بالبكتيريا.

## الأسباب
تشمل الأسباب الإصابة بالفطريات الجلدية والمتفطرة والفيروسات والبكتيريا والطفيليات. كما ارتبطت حالات الأكزيما بما في ذلك التهاب الجلد التحسسي التماسي والتهاب الجلد الركودي بالإضافة إلى الغرز والصدمات مع تفاعلات الطفحة. تم الإبلاغ عن العلاج الإشعاعي لسعفة الرأس على أنه يؤدي إلى تفاعل طفحي.

## طريقة تطور المرض
التفسيرات المحتملة تشمل:
1. التعرف المناعي اللانموذجي على مستضدات الجلد الذاتية
2. تحفيز الخلايا التائية الطبيعية عن طريق تغيير مكونات الجلد
3. عتبة أقل لتهيج الجلد
4. انتشار المستضدات المعدية مسببة استجابة ثانوية
5. الانتشار الدموي للسيتوكينات من الموقع الأساسي للإلتهاب 

## التشخيص
على الرغم من وجود العديد من المظاهر المتفاوتة، إلا أن رد فعل الطفحة يظهر غالبًا كبقع حمراء متجانسة من الأكزيما مع حطاطات وحويصلات، خاصة على الجوانب الخارجية للذراعين والوجه والجذع والتي تحدث فجأة وتكون حكة شديدة تحدث لبضعة أيام إلى أسبوع من التهاب الجلد التحسسي أو التهاب الجلد المهيج. الأكثر شيوعًا، يمكن أن تؤدي قدم الرياضي إلى حويصلات موضعية على اليدين، والعدوى البكتيرية إلى حمامي عقدة وفيروس الهربس البسيط إلى حمامي متعددة الأشكال.
يتم التشخيص بشكل متكرر عن طريق معالجة مشكلة الجلد المحفزة الأولية ومراقبة التحسن في الطفح الجلدي الأكزيمائي. يجب ملاحظة كل من مشكلة الجلد الأولية ورد فعل الطفحة لإجراء التشخيص.
ليس كل الطفح الجلدي المصاحب لخلل التعرق هي تفاعلات طفحة، ولكن ردود الفعل الطفحية غالبًا ما تكون شبيهة بخلل التعرق.
قد تشمل الإختبارات الأولية عزل الفطر بأخذ مسحة وإرسالها لإجراء مزرعة. يمكن التفكير في اختبار الرقعة إذا كان هناك اشتباه في التهاب الجلد التماسي التحسسي.
نادرًا ما تكون خزعة الجلد ضرورية،  ولكن إذا تم إجراؤها في الغالب تظهر التهاب الجلد الحبيبي الخلالي، وبعض الآفات تكون إسفنجية. لا يمكن تمييز تفاعلات الطفحة عن الأمراض الجلدية الأخرى عن طريق باثولوجيا الأنسجة. ومع ذلك، يمكن تمييزها عن تفاعلات الطفحة الأخرى عن طريق باثولوجيا الأنسجة.

### تشخيص متباين
الطفح الجلدي الذي يحدث في أماكن توزيع واسعة يمكن أن يبدو وكأنه رد فعل طفحي. وتشمل التهاب الجلد التأتبي والتهاب الجلد التماسي وخلل التعرق والتهاب الجلد الضوئي والجرب والاندفاعات الدوائية .

## علاج أو معاملة
غالبًا لا تستجيب تفاعلات الطفحة للعلاج بالكورتيكوستيرويد، ولكنها تختفي عند معالجة بؤرة العدوى أو الإصابة. :81 لذلك، فإن أفضل علاج هو علاج الزناد المحفز. تُستخدم الأدوية أحيانًا لتخفيف الأعراض. وتشمل هذه الكورتيكوستيرويدات الموضعية ومضادات الهيستامين . في حالة حدوث عدوى بكتيرية انتهازية، قد تكون هناك حاجة للمضادات الحيوية .

## التكهن
من المتوقع الشفاء التام مع العلاج. غالبًا ما تكون ردود الفعل الطفحية متكررة بسبب عدم كفاية العلاج للعدوى الأولية أو التهاب الجلد وغالبًا ما يكون سبب التكرار غير معروف.

## علم الأوبئة
مع عدم وجود انجذاب خاص لأي مجموعة عرقية معينة، كما هو الحال في جميع الفئات العمرية وبالتساوي بين الذكور والإناث، فإن الإنتشار الدقيق غير معروف.

## التاريخ
تعود أصول اللاحقة -id إلى اليونانية، في إشارة إلى علاقة الأب والابن. جوزيف جاداسون (1863-1936)، طبيب الأمراض الجلدية الألماني الذي صاغ مصطلح id، لاحظ وجود فطار جلدي يسبب التهاب جلدي تحسسي ثانوي. في عام 1928، سجل بلوخ أن ذروة الإصابة بالفطر الجلدي تتوافق مع تفاعل الطفحة.